# 淀大橋
淀大橋（よどおおはし）は、宇治川（淀川）に架かる京都府道15号宇治淀線の橋。ここでは、かつて近傍を流れていた木津川に架かっていた京街道（大坂街道）の同名の橋についても述べる。

## 概要
かつて淀（京都市伏見区）近傍では、桂川・宇治川・木津川の三川が合流しており、宇治川は淀城と納所の間を通り桂川と、木津川は淀城のすぐ西を流れてそれらと合していた。この木津川を当時の淀藩の藩主永井尚政が西方に付け替えて寛永14年（1637年）に完成し、新たに生じた旧河道の「新町」（現在の淀新町・淀木津町・淀川顔町）が淀城の城内町に組み込まれることになった。
この木津川を渡り、淀城下（淀宿）と大坂方の美豆村をつないでいたのが、近世の淀大橋である。『淀下津町記録』によれば寛永16年（1639年）に架けられたとされ、諸元については橋長137間（269.8メートル）、幅員は4間2寸（7.9メートル）という長大橋であった。ただし、この寛永期の木津川付け替え以前にも淀大橋が架けられていることが中井家の文書により記される。
この木津川であるが、慶応4年/明治元年（1868年）5月に生じた水害（生津切れ）を契機に付け替えられることになり、淀（島之内）の西側で淀川に合していた木津川の合流点は、下流の八幡に移され、木津川で隔てられていた淀と美豆村が地続きになった。この明治初年の木津川付け替えは、明治元年12月23日（1869年2月4日）に開始され、明治3年1月22日（1870年2月22日）に完成した。この時点では淀大橋は架けられておらず、渡河点で営業していた渡しが下流側に移ることになった。
その後、淀町と納所村の間を通っていた宇治川を、淀町と御牧村（現在の久御山町）の間に付け替える淀川改修工事が明治33年（1900年）から35年（1902年）にかけて行われ、宇治川（淀川）を渡る地点に新たに築かれた橋長147間（約267メートル）の檜を用いた木製ハウトラス橋として淀大橋が明治37年（1904年）1月に完成し、その後、大正7年（1918年）に木橋から鉄橋に架け替えられた。この新たな淀大橋は橋長145.5間（264.5メートル）、幅員は19.6尺（5.9メートル）で鋼製のトラス橋が用いられていた。この淀川改修工事に伴う宇治川付け替えにより、従前の宇治川は旧河道となり、淀と納所の間に架けられていた淀小橋は廃されることになった。
また、昭和3年（1928年）から開始された国道2号の新道（京阪国道）の整備による木津川の御幸橋の改修と宇治川の御幸橋の架設に際し、淀大橋も架け替えられ、幅員11メートル、橋長261.710メートルの鋼鈑桁橋、橋路はアスファルト舗装により、昭和7年（1932年）3月に完成した。
現在の淀大橋は従前の橋の8メートル上流側に架けられた全長252メートルの鋼桁橋である。昭和48年（1973年）11月1日に起工され、昭和51年（1976年）4月30日に開通式が行われた。

### 淀大橋（現橋）の諸元
- 形式 - 鋼桁橋
- 延長 - 252 m
- 幅員 - 11 m（車道7 m・歩道2 m × 2）
- 完成 - 1976年（昭和51年）（開通式：4月30日）

## 橋の周辺
- 京都市立美豆小学校